# أدريان كروز
أدريان كروز (بالإنجليزية: Adrian Cruz)‏ (و. 1978 – م) هو منتج تلفزيوني، وكاتب سيناريو، ومخرج سينمائي، من الولايات المتحدة الأمريكية، ولد في الولايات المتحدة الأمريكية.

## وصلات خارجية
- أدريان كروز على موقع IMDb (الإنجليزية)
- أدريان كروز على موقع ألو سيني (الفرنسية)
- أدريان كروز على موقع أول موفي (الإنجليزية)
- أدريان كروز على موقع قاعدة بيانات الفيلم (الإنجليزية)
- أدريان كروز على موقع كينوبويسك (الروسية)
- أدريان كروز على موقع كينوبويسك (الروسية)